# Diaptomus borealis
Diaptomus borealis is een eenoogkreeftjessoort uit de familie van de Diaptomidae. De wetenschappelijke naam van de soort is voor het eerst geldig gepubliceerd in 1851 door Fischer.